# Lepidomyia colombia
Lepidomyia colombia är en tvåvingeart som först beskrevs av Charles Howard Curran 1929.  Lepidomyia colombia ingår i släktet Lepidomyia och familjen blomflugor.
Artens utbredningsområde är Colombia. Inga underarter finns listade i Catalogue of Life.